# Katona János (gépészmérnök)
Katona János (Győr, 1912. április 20. – Budapest, 1977. augusztus 12.) magyar gépészmérnök, címzetes egyetemi tanár. A műszaki tudományok kandidátusa (1957), a műszaki tudományok doktora (1963). A Magyar Tudományos Akadémia Híradástechnikai és Elektronikai Eszközök Bizottságának, és a MTESZ Híradástechnikai Tudományos Egyesület elnökségének tagja volt.

## Életpályája
1929-ben érettségizett a budapesti Eötvös József Reálgimnáziumban. 1934-ben gépészmérnöki oklevelet szerzett a budapesti Műegyetemen. 1934–1937 között az Egyesült Izzólámpa és Villamossági Gyár üzemmérnöke volt. 1937–1940 között a Minőségellenőrzési Osztály, majd a Kísérleti Osztály vezetője volt. 1940–1944 között munkaszolgálatos volt a II. világháborúban. 1945–1946 között – a II. világháború után – ismét az Egyesült Izzó munkatársa lett, a gyár újjáépítésének egyik irányítója volt. 1946–1948 között az általa megszervezett Minőségellenőrzési és Szerkesztési Osztály vezetőjeként tevékenykedett. 1948–1949 között a gyár külföldi fiókjainak vezetője volt. 1950–1953 között a Telefongyár Fejlesztési Főosztályának vezetője és a gyár főkonstruktőre volt. 1953–1955 között a Híradástechnikai Ipari Kutató Intézet (HIKI) Alkatrész Laboratóriuma tudományos munkatársa, 1955–1974 között tudományos osztályvezetője és tudományos főosztályvezetője volt. 1971-től az HIKI Tudományos Tanácsának vezetője volt. 1959–1974 között oktatott a Budapesti Műszaki Egyetemen; 1974-től címzetes egyetemi tanár volt. 1970–1977 között a Karl-Marx-Stadt-i Műszaki Egyetem vendégprofesszora volt.
Számos új elektroncső konstrukcióját és technológiáját dolgozta ki. Több szabadalma született az elektronikai alkatrészekkel kapcsolatban. Számos szakcikke jelent meg magyar és külföldi szakfolyóiratokban.

## Családja
Szülei: Katona Mór (?-1922) jogász, ügyvéd és Kopf Flóra voltak. Felesége dr. Szabó Anikó irodalomtörténész volt.
Sírja a rákoskeresztúri Új köztemetőben található.

## Művei
- Az elektroncsövek fejlődésének újabb irányai (Elektrotechnika, 1948)
- Ellenállások frekvenciafüggése (Mérés és Automatika, 1954)
- Ellenállások vizsgálata (Budapest, 1955)
- Kondenzátorok vizsgálata (Budapest, 1955)
- Réteg- és tömörellenállások feszültségfüggése. – Ellenállások zaja. (Magyar Híradástechnika, 1955)
- Elektrolitikus kondenzátorok (Kandidátusi értekezés; Budapest, 1956)
- Eredményeink az elektrolitikus kondenzátorok fejlesztésében (MTA Műszaki Tudományok Osztálya Közleményei, 1956 és külön: Budapest, 1956)
- A híradástechnikai és műszertechnikai ellenállások újabb fejlődésének irányai. 1–2. (Magyar Híradástechnika, 1956)
- Elektrolitikus kondenzátorok méretezése (Magyar Híradástechnika, 1958)
- A híradástechnikai alkatrészek újabb fejlődési irányai (A Mérnöki Továbbképző Intézet előadásai. Budapest, 1960)
- Eredményeink híradástechnikai alkatrészek kutatása területén. (MTA Műszaki Tudományok Osztálya Közleményei, 1960 és külön: Budapest, 1960)
- Kondenzátorok és ellenállások élettartam-vizsgálatai (Magyar Híradástechnika, 1960)
- Alumínium anódájú, félvezető katódájú kondenzátorok (Monográfia és doktori értekezés is; Budapest, 1962)
- Elektronikai alkatrészek újabb fejlődési irányai (Budapest, 1962)
- Híradástechnikai alapanyagok és alkatrészek (Budapest, 1966)
- Elektronikai alkatrészek és berendezések megbízhatósági vizsgálata. Passzív elektronikai alkatrészek megbízhatósága (Balogh Alberttel és Bráda Ferenccel; A Mérnöki Továbbképző Intézet előadásai. Budapest, 1968)
- Vékony- és vastagréteg integrált áramkörök technológiája (A BME Továbbképző Intézete kiadványai. V. 130. Budapest, 1972)
- Szigetelő alapú integrált áramkörök konstrukciója és technológiája (Budapest, 1972)
- A Híradástechnikai Ipari Kutató Intézet jubileumi évkönyve. 20 éves a HIKI. 1953–1973. A szerkesztőbizottság vezetője: Katona János (Budapest, 1973)

## Díjai
- Puskás Tivadar-emlékérem (1967)
- Virág-Pollák-díj (1969)